# Magnus Tieffenbrucker
Magnus Tieffenbrucker (III.), auch Magno Dieffopruchar (* 1580; † 1631) gilt als einer der bedeutendsten Lauten- und Violenbauer Venedigs.
Der aus der bekannten Instrumentenbauerfamilie Tieffenbrucker stammende Magnus wirkte zeit seines Lebens in Venedig und führte dort eine Werkstatt. Das Musées lausannois und das Germanische Nationalmuseum verfügen über erhaltene Lauten Magno Tieffenbruckers. Viele Renaissancelauten aus der Werkstatt Tieffenbrucker wurden allerdings im 17. Jahrhundert aufgekauft und v. a. in Frankreich zu Barocklauten oder Theorben umgebaut.